# Erik Figueroa
Erik Ernesto Figueroa (* 4. Januar 1991 in Sundbyberg) ist ein schwedischer Fußballspieler.

## Karriere
Erik Figueroa begann seine Karriere 2011 bei Hammarby Talang FF und unterschrieb 2013 einen Profivertrag bei Hammarby IF. Er spielte hauptsächlich für Vereine aus der Superettan, schaffte aber mit IF Brommapojkarna 2017 den Aufstieg und war Stammspieler in der Fotbollsallsvenskan. Zur Saison 2019 wechselte er in das Land seines Vaters Chile zu Unión La Calera, kehrte allerdings nach einem Jahr nach Schweden zurück und schloss sich Erstligist Helsingborgs IF an. Im Folgejahr lief er für Akropolis IF aus der Superettan auf und spielt seit 2022 in der 1. Division für Vasalunds IF, wo er 2014 schon einmal unter Vertrag stand.

## Erfolge
Brommapojkarna
- Schwedischer Zweitligameister: 2017

## Sonstiges
Seine Mutter ist Schwedin und sein Vater Chilene, weshalb Erik Figueroa beide Staatsangehörigkeiten besitzt.